# Levi Freisztav
Levi Freisztav nació en Buenos Aires en 1927 y falleció en El Bolsón, Río Negro el 30 de julio de 2018. 
Poeta, escultor y pintor, residía en El Bolsón desde los años 1960. 
Padre del artista plástico búlgaro Luis Freisztav. Fue discípulo del escultor Troiano Troiani junto con Antonio Pujía, con quien mantuvo una larga amistad forjada en el cultivo de la pintura, la poesía y el arte en general. “Hermanos en el arte, amigos en la vida”, de acuerdo a Pujía. 
Los cuadros de Freisztav muestran una paleta moderada, nunca estridente y sus tallas, carácter y firmeza. Desde su refugio en El Bolsón no se sintió atraído por la concurrencia a concursos y exposiciones. .
Levi, aunque residió en El Bolsón, se mantuvo en contacto y forjó lazos y amistades con diversas personas relacionadas al arte como Antonio Pujía, Troiano Troiani, Eduardo Galeano y José Agustín Goytisolo .

Dice Agustina Rodríguez sobre Levi: 
"[...] El pueblo de calle polvorientas se escondía en el regazo protector de las montañas. Lo hizo su casa, su universo. Los colores le fueron manifestando la efímera vida de cada uno de sus matices, y fue cómplice de esta maravilla, los eternizó en figuras: marionetas que ensayan su humanidad en gestos quietos, instante revelador de la forma; en paisajes: ropa tendida, vida quieta en el patio, secreto testimonio del trajín diario. El suyo es un parto múltiple, hijos de ese amor sanguíneo con la vida, son sus cuadros, su escultura y sus poemas. Revela en cada uno el contacto directo de su alma alerta, móvil, indagadora. En estos años muchos han logrado contagiarse de sus ansias, compartir ese botín con él es otro regalo que nos da este lugar.
Nada mejor que sus palabras para expresar el misterio que lo nutre:
"Después del amor, la no pena".
Galeano escribió:
"Levi Freisztav lee, escribe, pinta y talla maderas, hasta la caída de la tarde. Más, no. Ya los ojos sienten el paso y el peso de los años; y él prefiere guardar los ojos para mirar las montañas.
Con la mirada clavada allá, en los altos picos donde se enredan los jirones del crepúsculo, Levi evoca los tiempos idos. Ya hace casi medio siglo que se vino a la Patagonia, desde Buenos Aires, por casualidad o curiosidad, y aquí se quedó para siempre: caminando estas tierras y estos aires, Levi descubrió que sus padres se habían equivocado de mapa cuando le dieron nacimiento.
Apenas llegó al sur, este sur que iba a ser su lugar en el mundo, Levi consiguió trabajo en un proyecto de hidroponía. Un doctor del lugar había leído, en alguna revista, que los norteamericanos estaban plantando lechugas en el agua, y el doctor decidió poner en práctica esa novedad. Levi cavaba, clavaba, sudaba, montando día tras día una complicada estructura de tubos acanalados, hierros y cristales. Si lo hacen en Estados Unidos por algo será, decía el doctor, es una fija, no puede fallar; esa gente está a la vanguardia de la civilización y de todo, llevamos varios siglos de atraso; la tecnología es la llave de la riqueza.
En aquellos tiempos, Levi era todavía un bicho urbano, un hombre del adoquín o del asfalto, de esos que creen que los tomates nacen del plato y se quedan bizcos cuando ven un pollo que camina. Pero un día, contemplando las inmensidades de la Patagonia, la vasta verdería de estos valles vacíos, se le ocurrió preguntar:
–Oiga, doctor. ¿Valdrá la pena? ¿Valdrá la pena, con tanta tierra que hay?

Perdió el trabajo."
En 2016, a propuesta de la escritora Luisa Peluffo, el Fondo Editorial Rionegrino publica "El Libro de Don Levi".